# Томе Буклевски
Томе Буклевски, известен като Макюли (на македонска литературна норма: Томе Буклевски - Маќули), е комунистически партизанин и държавник от Социалистическа република Македония.

## Биография
Роден е в 1921 година в Кичево. Член е на ЮКП от 1941 година. През 1943 година е хвърлен в затвора в Тирана. От септември 1943 година е член на окръжния комитет на КПМ в Кичево, политически комисар на повечето бригади и батальони на македонските партизани. След Втората световна война е член и председател на Председателството на Социалистическа република Македония. Председател е на Матицата на изселениците от Македония. Носител на Партизански възпоменателен медал 1941 година.